# Neuer Leuchtturm Borkum
Der Neue Leuchtturm Borkum, nautisch korrekt Großer Leuchtturm Borkum genannt, ist ein unter Denkmalschutz stehendes Seezeichen. Er steht im westlichen Teil des Stadtzentrums der Insel Borkum und ist einer von drei Leuchttürmen auf der Insel. Der Leuchtturm ist zwischen April und Oktober täglich zugänglich und kann bestiegen werden.

## Baugeschichte
Nachdem der Alte Leuchtturm Borkum abgebrannt war, entstand der neue Leuchtturm im Jahr 1879 in Rekordzeit. Zwischen der Grundsteinlegung am 1. Mai und dem Richtfest am 20. September lagen weniger als fünf Monate. Die Baupläne zur Errichtung hatte die Königlich-Preußische Wasser- und Schiffahrtsverwaltung in Norden zu dieser Zeit bereits fertiggestellt: Man hatte sowieso einen neuen Turm errichten wollen. Beauftragter Konstrukteur war Ernst Schumacher aus Leer, der bereits den am 1. Oktober 1874 in Betrieb genommenen Leuchtturm auf Norderney konstruiert hatte.
Der immer noch aktive Leuchtturm dient seit dem 15. November 1879 zur Orientierung vor der Emsmündung. Gleichzeitig trägt der Leuchtturm seit dem 1. Oktober 1891 ein weiteres Leuchtfeuer, das heute das Quermarkenfeuer mit dem Namen Westerems ist. Es zeigt einen Kurswechsel für die in der Außenems fahrenden Schiffe vom Westeremsfahrwasser in das Randzelgat an. Der Turm wurde durch die Königliche General-Direktion des Wasserbaus in massiver Bauweise aus Ziegeln gemauert. Es wurden für den 60,3 m hohen runden Turm rund 1,5 Millionen schwarzbraune Ziegelsteine verbaut. Bis zu seiner Spitze führen 315 Treppenstufen.

## Leuchtfeuer
Bei seiner Inbetriebnahme erhielt der Leuchtturm eine 3 m hohe Drehlinsenleuchte. Seit einer Umrüstung 1908 besitzt er sechs große Linsenfelder, die drei Strahlenpaare mit einer Lichtstärke von 2 Millionen Candela pro Strahl erzeugen. Die Nennreichweite beträgt 24,4 Seemeilen (≈ 45 Kilometer). Das Leuchtfeuer wird mit einer 400-Watt-Halogen-Metalldampflampe auf einer Wechselvorrichtung betrieben.
Der Neue Leuchtturm Borkum wird von der Verkehrszentrale Ems an der Knock (Emden) fernbetrieben.